# Vahadenia
Vahadenia é um género botânico pertencente à família Apocynaceae.